# World Cup (Männer-Handball) 1971
Der World Cup 1971 war die erste Austragung des World Cups im Handball der Männer. Das Turnier mit acht teilnehmenden Nationalmannschaften fand vom 23. bis 28. November 1971 in Schweden statt. Das Finale wurde im Scandinavium in Göteborg ausgetragen.

## Vorrunde

### Gruppe A
| Pl. | Land             | Sp. | S | U | N | Tore    | Diff. | Punkte |
| --- | ---------------- | --- | - | - | - | ------- | ----- | ------ |
| 1.  | Rumänien         | 3   | 3 | 0 | 0 | 060:360 | +24   | 6      |
| 2.  | Tschechoslowakei | 3   | 2 | 0 | 1 | 046:480 | −2    | 4      |
| 3.  | Schweden         | 3   | 1 | 0 | 2 | 046:390 | +7    | 2      |
| 4.  | Spanien          | 3   | 0 | 0 | 3 | 035:630 | −28   | 0      |

| 23. November 1971 | Schweden                         | 20:9  | Spanien | Scandinavium, Göteborg Schiedsrichter: Skinderis, Smolengo |
| 23. November 1971 | meiste Tore: Björn Andersson (7) | (8:3) |         | Scandinavium, Göteborg Schiedsrichter: Skinderis, Smolengo |
| 23. November 1971 | handboll.capmind.se              |       |         | Scandinavium, Göteborg Schiedsrichter: Skinderis, Smolengo |

| 23. November 1971 | Rumänien | 19:13 | Tschechoslowakei | Halmstad Schiedsrichter: Frydenlund, Pettersen |
| 23. November 1971 |          |       |                  | Halmstad Schiedsrichter: Frydenlund, Pettersen |
| 23. November 1971 |          |       |                  | Halmstad Schiedsrichter: Frydenlund, Pettersen |

| 24. November 1971 | Schweden                     | 12:15  | Tschechoslowakei | Scandinavium, Göteborg Schiedsrichter: Delalic, Domazet |
| 24. November 1971 | meiste Tore: Olle Olsson (4) | (10:6) |                  | Scandinavium, Göteborg Schiedsrichter: Delalic, Domazet |
| 24. November 1971 | handboll.capmind.se          |        |                  | Scandinavium, Göteborg Schiedsrichter: Delalic, Domazet |

| 24. November 1971 | Rumänien | 25:9 | Spanien | Alingsås Schiedsrichter: Wehner, Singer |
| 24. November 1971 |          |      |         | Alingsås Schiedsrichter: Wehner, Singer |
| 24. November 1971 |          |      |         | Alingsås Schiedsrichter: Wehner, Singer |

| 26. November 1971 | Tschechoslowakei | 18:17 | Spanien | Falköping Schiedsrichter: Frydenlund, Peterssen |
| 26. November 1971 | (10:10)          |       |         | Falköping Schiedsrichter: Frydenlund, Peterssen |
| 26. November 1971 |                  |       |         | Falköping Schiedsrichter: Frydenlund, Peterssen |

| 26. November 1971 | Schweden                                                              | 14:16 | Rumänien | Scandinavium, Göteborg Schiedsrichter: Wehner, Singer |
| 26. November 1971 | meiste Tore: Thomas Persson, Bertil Söderberg, Benny Johansson (je 3) | (6:6) |          | Scandinavium, Göteborg Schiedsrichter: Wehner, Singer |
| 26. November 1971 | handboll.capmind.se                                                   |       |          | Scandinavium, Göteborg Schiedsrichter: Wehner, Singer |

### Gruppe B
| Pl. | Land                            | Sp. | S | U | N | Tore    | Diff. | Punkte |
| --- | ------------------------------- | --- | - | - | - | ------- | ----- | ------ |
| 1.  | Jugoslawien                     | 3   | 3 | 0 | 0 | 046:380 | +8    | 6      |
| 2.  | Sowjetunion                     | 3   | 2 | 0 | 1 | 047:440 | +3    | 4      |
| 3.  | Deutsche Demokratische Republik | 3   | 0 | 1 | 2 | 044:470 | −3    | 1      |
| 4.  | Norwegen                        | 3   | 0 | 1 | 2 | 036:440 | −8    | 1      |

| 23. November 1971 | Jugoslawien | 15:11 | Sowjetunion | Borås Schiedsrichter: Nilsson, Lundin |
| 23. November 1971 |             |       |             | Borås Schiedsrichter: Nilsson, Lundin |
| 23. November 1971 |             |       |             | Borås Schiedsrichter: Nilsson, Lundin |

| 23. November 1971 19:00 Uhr | Deutsche Demokratische Republik                                       | 12:12 | Norwegen                        | Scandinavium, Göteborg Schiedsrichter: Hermandez, Goyarzum |
| 23. November 1971 19:00 Uhr | meiste Tore: Rainer Zimmermann, Reiner Ganschow, Rainer Würdig (je 3) | (7:7) | meiste Tore: Per Axel Ankre (4) | Scandinavium, Göteborg Schiedsrichter: Hermandez, Goyarzum |
| 23. November 1971 19:00 Uhr | handballold.nif.no                                                    |       |                                 | Scandinavium, Göteborg Schiedsrichter: Hermandez, Goyarzum |

| 24. November 1971 19:00 Uhr | Norwegen                         | 11:13 | Jugoslawien | Scandinavium, Göteborg Schiedsrichter: Hermandez, Goyarzum |
| 24. November 1971 19:00 Uhr | meiste Tore: vier Spieler (je 2) |       |             | Scandinavium, Göteborg Schiedsrichter: Hermandez, Goyarzum |
| 24. November 1971 19:00 Uhr | handballold.nif.no               |       |             | Scandinavium, Göteborg Schiedsrichter: Hermandez, Goyarzum |

| 24. November 1971 | Sowjetunion | 17:16  | Deutsche Demokratische Republik | Trollhättan Schiedsrichter: Sidea, Cirligeanu |
| 24. November 1971 |             | (8:10) | meiste Tore: Karlheinz Rost (8) | Trollhättan Schiedsrichter: Sidea, Cirligeanu |
| 24. November 1971 |             |        |                                 | Trollhättan Schiedsrichter: Sidea, Cirligeanu |

| 25. November 1971 | Deutsche Demokratische Republik | 16:18  | Jugoslawien | Malmö Schiedsrichter: Janerstam, L. Larsson |
| 25. November 1971 | meiste Tore: Karlheinz Rost (9) | (8:11) |             | Malmö Schiedsrichter: Janerstam, L. Larsson |
| 25. November 1971 |                                 |        |             | Malmö Schiedsrichter: Janerstam, L. Larsson |

| 25. November 1971 19:30 Uhr | Sowjetunion        | 19:13                         | Norwegen | Vänersborg Schiedsrichter: Sidea, Cirligeanu |
| 25. November 1971 19:30 Uhr |                    | meiste Tore: Pål Cappelen (3) |          | Vänersborg Schiedsrichter: Sidea, Cirligeanu |
| 25. November 1971 19:30 Uhr | handballold.nif.no |                               |          | Vänersborg Schiedsrichter: Sidea, Cirligeanu |

## Platzierungsspiele

### Spiel um Platz 7
| 27. November 1971 | Norwegen                        | 21:14 | Spanien | Scandinavium, Göteborg Schiedsrichter: Domazet, Delalic |
| 27. November 1971 | meiste Tore: Per Axel Ankre (4) |       |         | Scandinavium, Göteborg Schiedsrichter: Domazet, Delalic |
| 27. November 1971 | handballold.nif.no              |       |         | Scandinavium, Göteborg Schiedsrichter: Domazet, Delalic |

### Spiel um Platz 5
| 27. November 1971 | Schweden                          | 12:15 | Deutsche Demokratische Republik    | Scandinavium, Göteborg Schiedsrichter: Skinderis, Smolengo |
| 27. November 1971 | meiste Tore: Lennart Eriksson (8) | (6:7) | meiste Tore: Rainer Zimmermann (5) | Scandinavium, Göteborg Schiedsrichter: Skinderis, Smolengo |
| 27. November 1971 | handboll.capmind.se               |       |                                    | Scandinavium, Göteborg Schiedsrichter: Skinderis, Smolengo |

### Spiel um Platz 3
| 28. November 1971 | Tschechoslowakei | 12:15 | Sowjetunion | Scandinavium, Göteborg Schiedsrichter: Sidea, Cirligeanu |
| 28. November 1971 | (5:8)            |       |             | Scandinavium, Göteborg Schiedsrichter: Sidea, Cirligeanu |
| 28. November 1971 |                  |       |             | Scandinavium, Göteborg Schiedsrichter: Sidea, Cirligeanu |

### Spiel um Platz 1
| 28. November 1971 | Rumänien       | 15:17 n. V. | Jugoslawien | Scandinavium, Göteborg Schiedsrichter: Nilsson, Lundin |
| 28. November 1971 | (5:9), (14:14) |             |             | Scandinavium, Göteborg Schiedsrichter: Nilsson, Lundin |
| 28. November 1971 |                |             |             | Scandinavium, Göteborg Schiedsrichter: Nilsson, Lundin |

## Abschlussplatzierungen
| Jugoslawien                     | Rumänien                              | Sowjetunion                    |
| (unvollständig) Stefan Mirković | (unvollständig)                       | (unvollständig)                |
| Vlado Stenzel (Trainer)         | Niculae Nedeff, Oprea Vlase (Trainer) | Anatolyj Ewtuschenko (Trainer) |

- 4. Platz:  Tschechoslowakei

Kader: (unvollständig) Vladimír Jarý, Ivan Satrapa. Trainer: Jiří Vícha
- 5. Platz:  Deutsche Demokratische Republik

Kader: Reiner Frieske, Klaus Weiß, Heinz Flacke, Reiner Ganschow, Gerhard Gernhöfer, Jürgen Hildebrand, Wolfgang Lakenmacher, Klaus Langhoff, Josef Rose, Karlheinz Rost, Peter Rost, Rainer Würdig, Rainer Zimmermann, Harry Zörnack. Trainer: Heinz Seiler
- 6. Platz:  Schweden

Kader: Sten Olsson, Mats Thomasson, Lennart Eriksson, Dan Eriksson, Björn Andersson, Göran Hård af Segerstad, Michael Koch, Olle Olsson, Bertil Söderberg, Thomas Persson, Bengt Johansson, Kurt-Göran Kjell, Frank Ström, Johan Fischerström, Jan Jonsson, Benny Johansson. Trainer: Roland Mattsson
- 7. Platz:  Norwegen

Kader: Per Søderstrøm, Per Axel Ankre, Pål Cappelen, Roger Hverven, Arild Gulden, Inge K. Hansen, Carl Graff-Wang, Hans Harald Hegna, Harald Tyrdal, Ulf Magnussen, Knut Jr. Urdal, Kai Killerud, Finn Urdal, Trygve Hegnar, Jan Økseter, Roar Klaveness. Trainer: Thor Ole Rimejorde
- 8. Platz:  Spanien

Kader: (mglw. unvollständig) José Perramón Acosta, Rafael Gutiérrez Fernández-Velilla, Javier García Cuesta, Santos Labaca Martínez, José Faustino Villamarín Menéndez, Vicente Ortega Vila, Fernando de Andrés Asín, Juan Morera Altisent, José Manuel Taure Menéndez, José Rochel Morales, Juan Antonio Medina Balenciaga, Antonio Andreu Asensi, Miguel Ángel Cascallana Guerra. Trainer: